# اوتلی
latitudeاوتلیlongitudeاوتلی
اوتلی (به انگلیسی: Otley) یک شهر بازاری و شهرک در بریتانیا است که در City of Leeds واقع شده‌است.

## خصوصیات
اوتلی ۱۴٬۱۲۴ نفر جمعیت دارد.

## خواهرخوانده
شهر Montereau-Fault-Yonne خواهرخواندهٔ اوتلی هست.